# 2816 Pien
2816 Pien è un asteroide della fascia principale del diametro medio di circa 21,91 km. Scoperto nel 1982, presenta un'orbita caratterizzata da un semiasse maggiore pari a 2,7250090 UA e da un'eccentricità di 0,1896176, inclinata di 7,72280° rispetto all'eclittica.